# Karin Pernegger
Karin Pernegger (* 1973 in Brügge) ist eine in Belgien geborene österreichische Kunsthistorikerin und Kuratorin, die in Innsbruck lebt. Sie publiziert als Autorin und Herausgeberin zur zeitgenössischen internationalen Kunst.

## Leben
Karin Pernegger studierte Kommunikationswissenschaften und Kunstgeschichte an der Universität Salzburg und absolvierte von 1999 bis 2000 ein Postgraduales Studium an der Kunsthochschule Nantes bei Robert Fleck. Seit 1999 ist sie als freie Kuratorin tätig, unter anderem für den Salzburger Kunstverein, das Museumsquartier Wien und das Austrian Cultural Forum New York. Von 2005 bis 2010 leitete sie die Stadtgalerie Schwaz, von März 2010 bis 2012 war sie Kuratorin in der Kunsthalle Krems. Von 2013 bis 2019 leitete sie den Kunstraum Innsbruck. Seit 2020 kuratiert sie freiberuflich im Auftrag der Südtiroler Stadtgemeinde Brixen und des Südtiroler Künstlerbundeses Ausstellungen für die Stadtgalerie Brixen.
Sie war von 2000 bis 2004 Mitglied des Beirats für Bildende Kunst des Österreichischen Bundesministeriums für Unterricht, Kunst und Kultur und ist seit 2002 Mitglied der International Association of Curators of Contemporary Art (IKT).

## Kuratierte Ausstellungen (Auswahl)
- 2008: Jānis Avotiņš, Ludwig Forum für Internationale Kunst
- 2005: Slices of Life, Austrian Cultural Forum, New York

Kunstraum Innsbruck
- 2018: Anahita Razmi: Spoilers
- 2018: Alex Israel: WAVES
- 2017: Markus Proschek: POSSESSION
- 2016/2017: Fernando Sánchez Castillo: „Tlatelolco … Winter Games“
- 2016: Flora Hauser: Heimoti
- 2015: Zhanna Kadyrova: Alterations
- 2015: Olaf Metzel: Sozialtapete
- 2016: Rosa Loy: Die andere Seite
- 2014: Dani Gal: Wie aus der Ferne
- 2014: Cristina Lucas: Todbringendes Licht
- 2013: Marianne Vitale: Huey, Dewey & Louie[4]

Kunsthalle Krems
- 2011/2012: Zeit zu Handeln!
- 2011: Kate Just: Venus was her name
- 2011: Jonas Burgert: Lebendversuch
- 2010/2011: Daniel Spoerri – Ein Augenblick für eine Ewigkeit
- 2010/2011: Thomas Lerooy: Hole in the Sky
- 2010: Slawomir Elsner

Stadtgalerie Schwaz
- 2010: Kirstine Roepstorff: Illuminating Shadows
- 2009: Corinne von Lebusa: Ich geh mit dir wohin ich will
- 2010: Luisa Kasalicky, Moussa Kone. silent narrative
- 2005: Neue Freunde